# Leptothorax werneri
Leptothorax werneri är en myrart som beskrevs av Alexander G. Radchenko 1993. Leptothorax werneri ingår i släktet smalmyror, och familjen myror. Inga underarter finns listade i Catalogue of Life.